# Arcidiocesi di Avignone

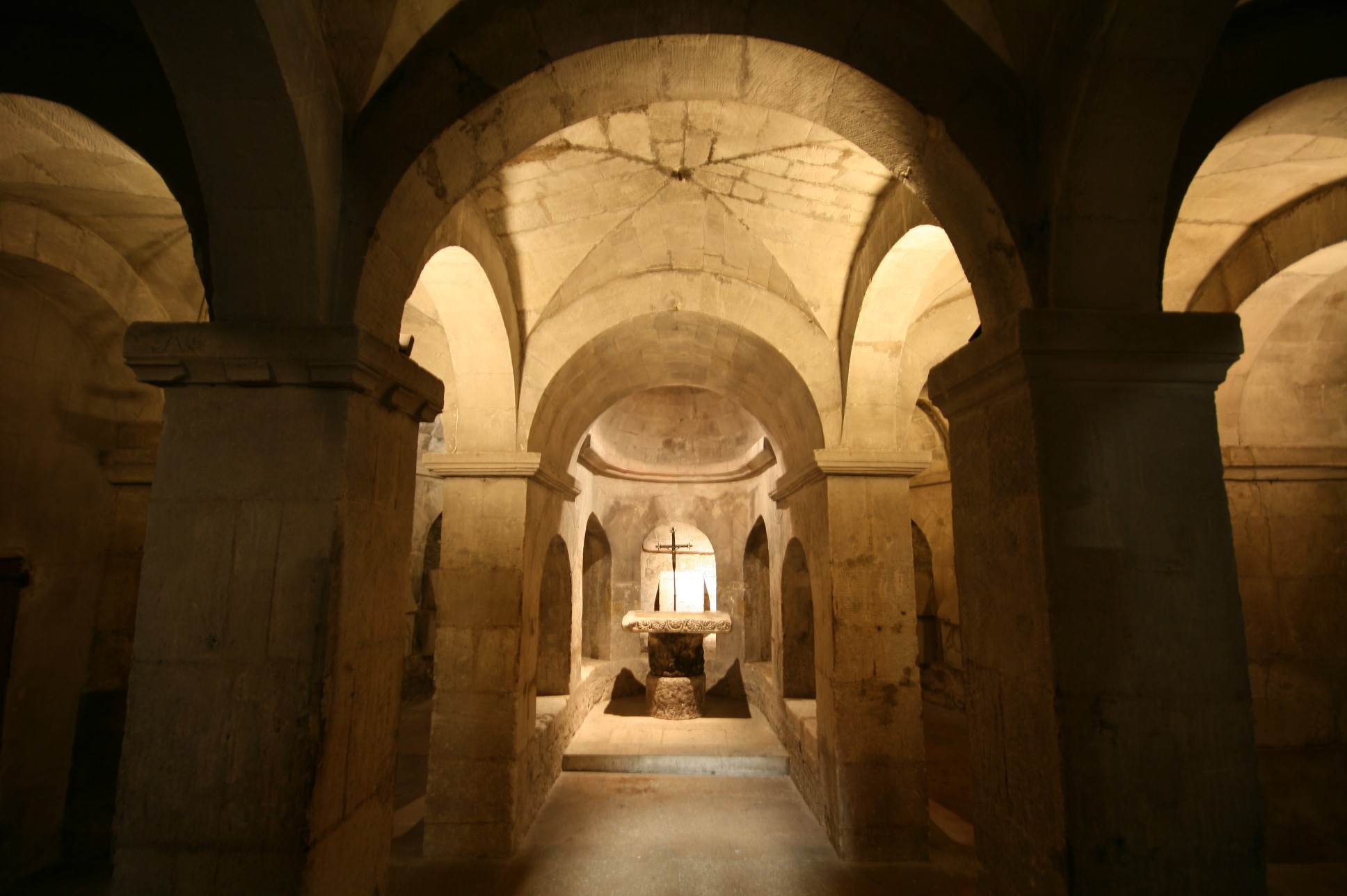
La cripta dell'ex cattedrale di Sant'Anna ad Apt.

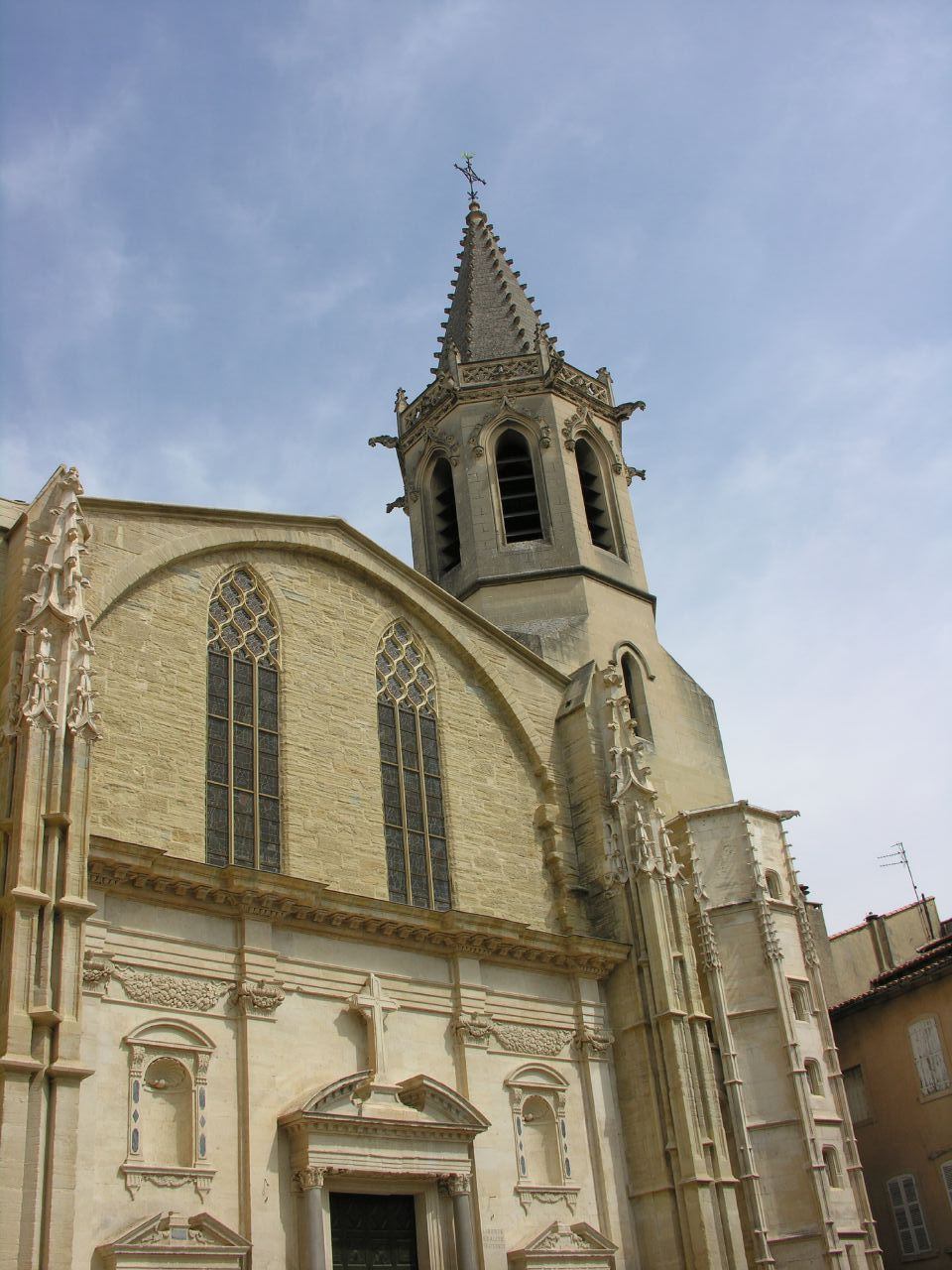
L'ex cattedrale di San Zefirino a Carpentras.

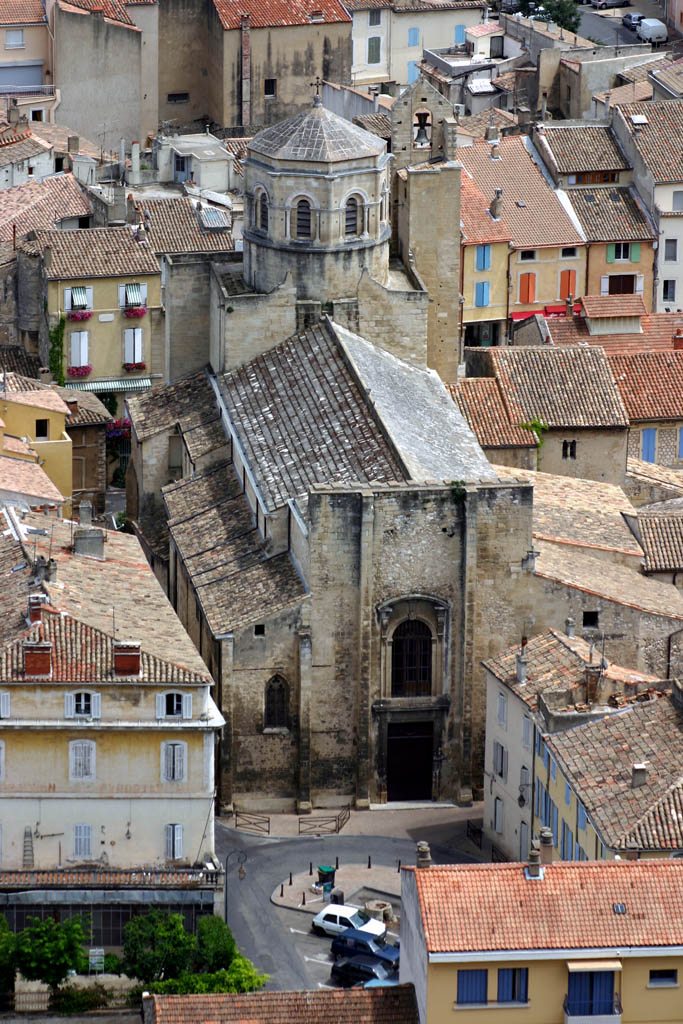
L'ex cattedrale di Santa Maria a Cavaillon.

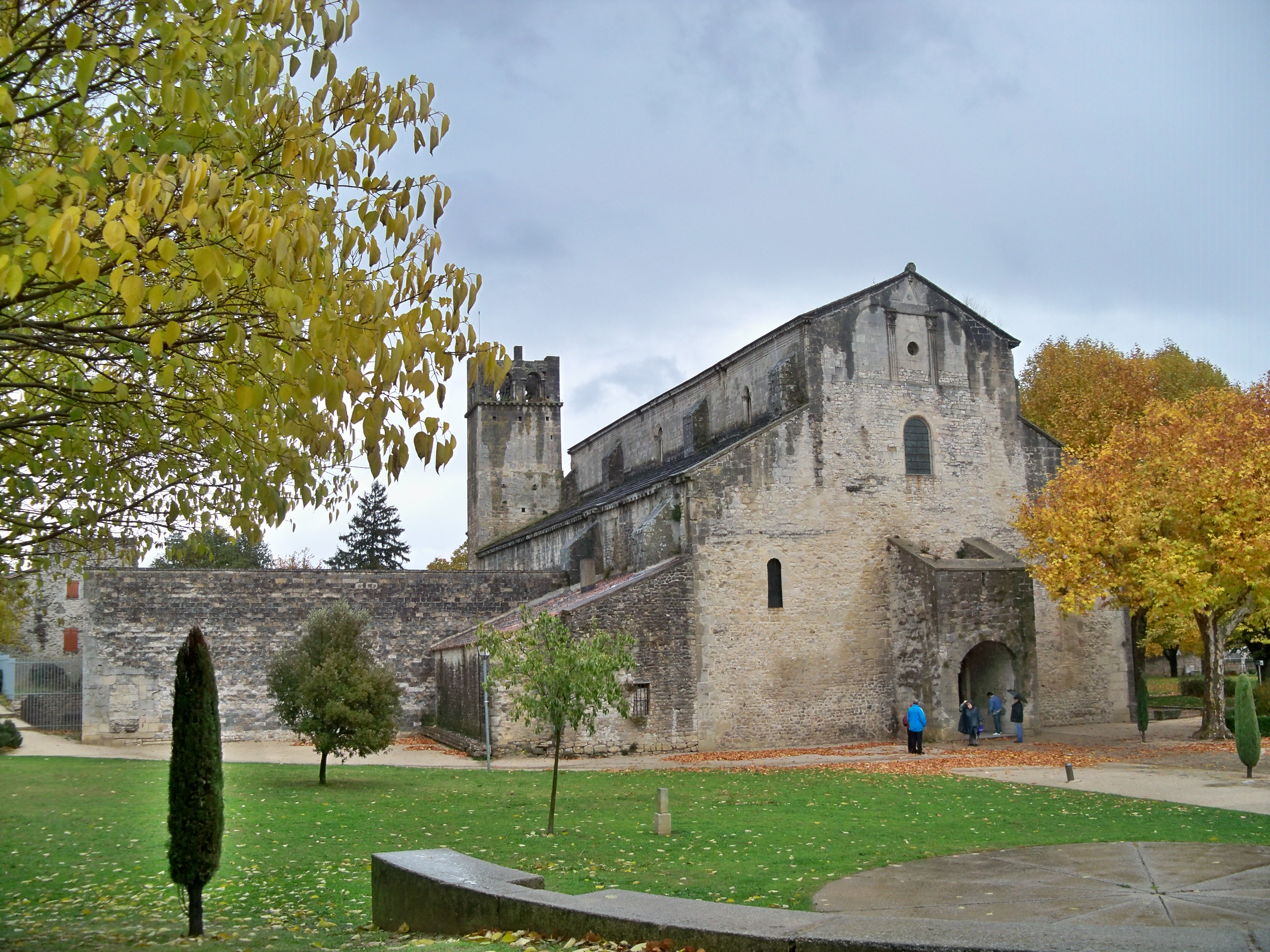
L'ex cattedrale di Santa Maria di Nazareth a Vaison-la-Romaine.

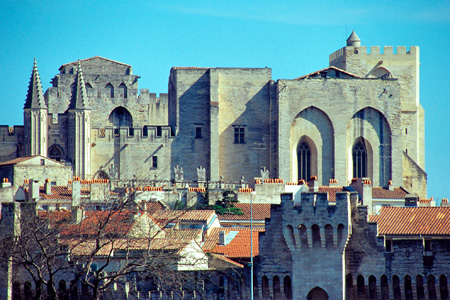
Il palazzo dei Papi di Avignone, che fino al XIV secolo fu il palazzo dei vescovi avignonesi.

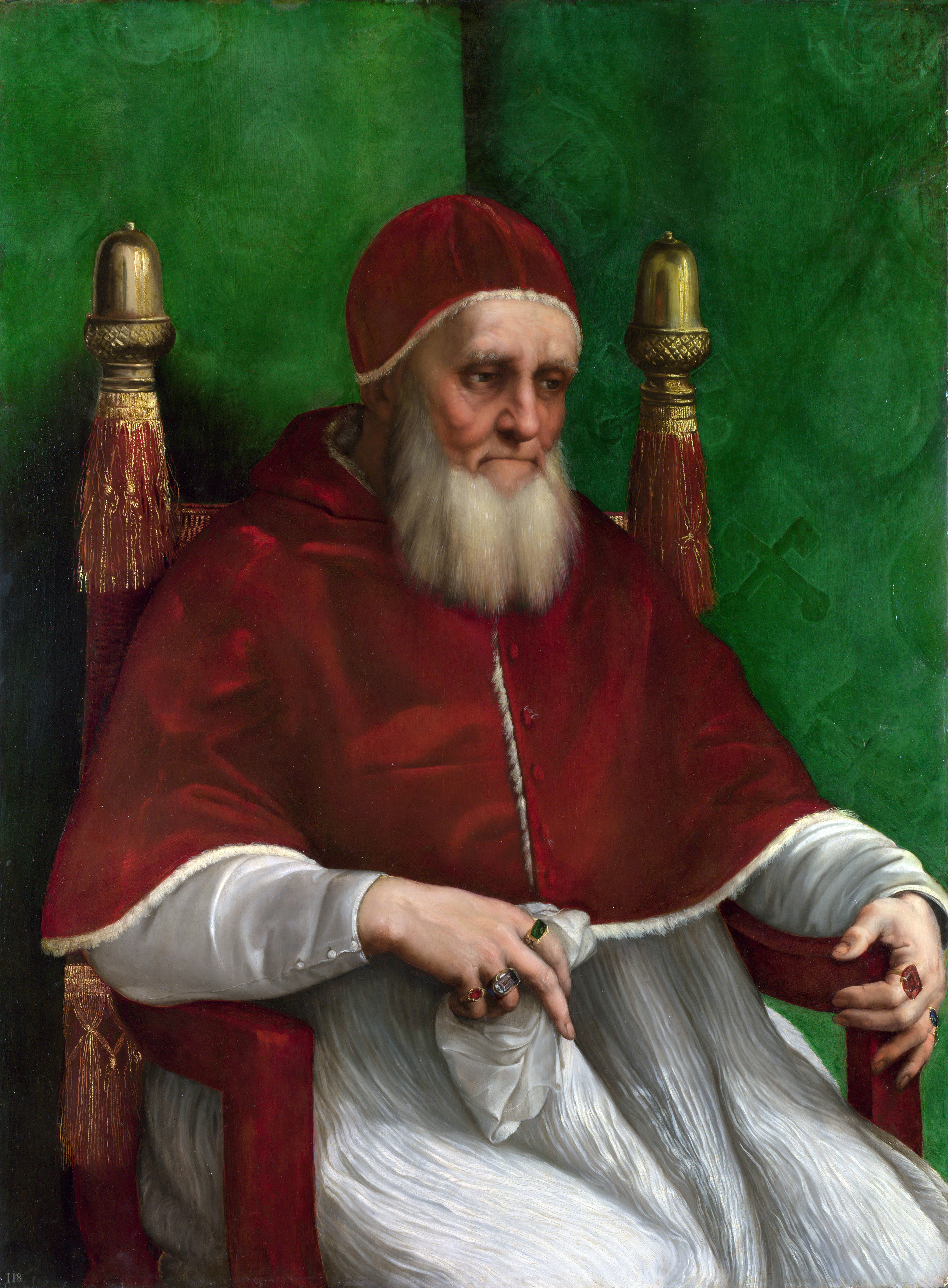
Giulio II, ritratto da Raffaello. Fu arcivescovo di Avignone fino all'elezione al soglio pontificio.

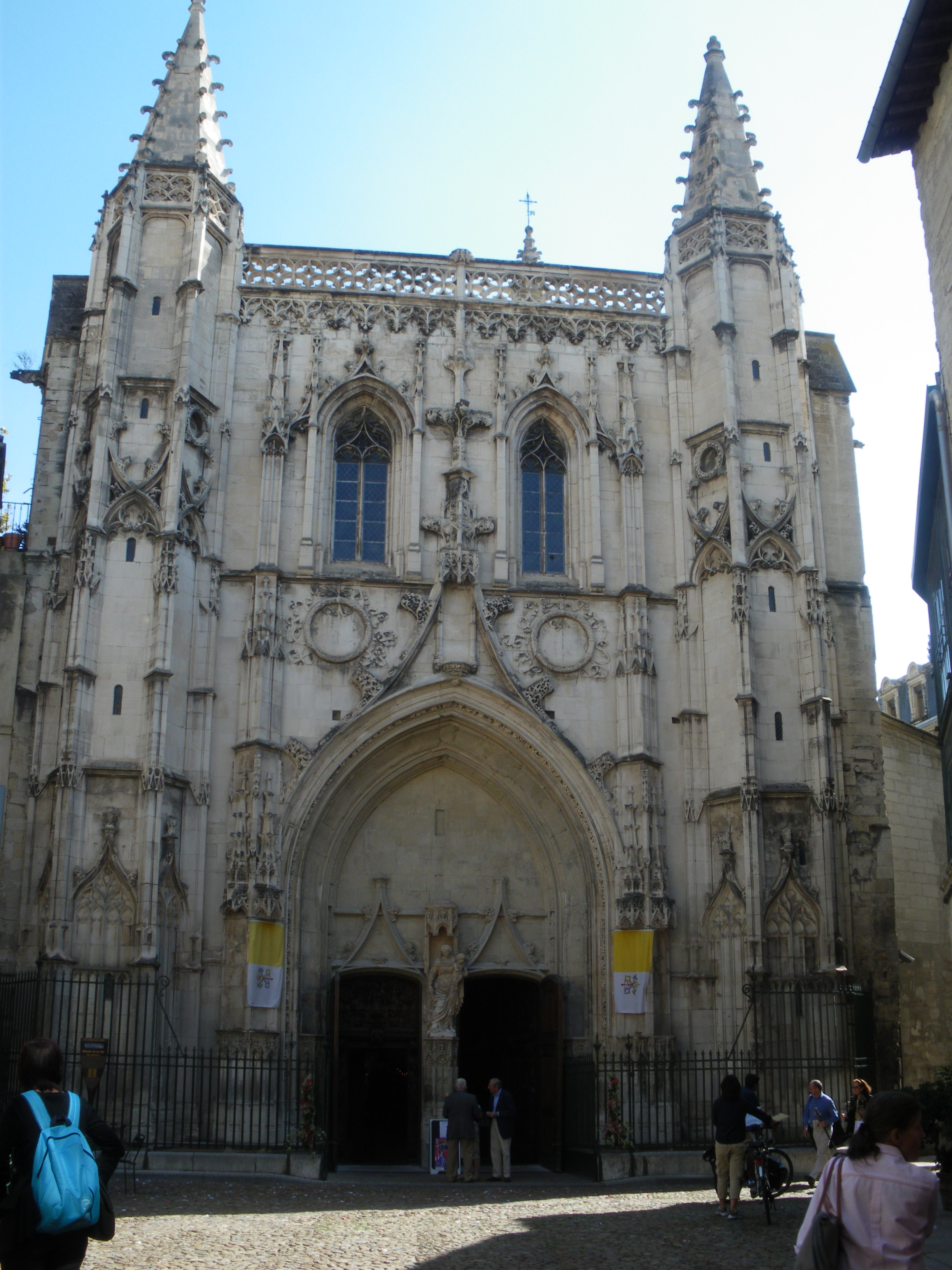
La basilica minore di San Pietro ad Avignone.

L'arcidiocesi di Avignone (in latino Archidioecesis Avenionensis) è una sede della Chiesa cattolica in Francia suffraganea dell'arcidiocesi di Marsiglia. Nel 2022 contava 450.000 battezzati su 561.469 abitanti. È retta dall'arcivescovo François Fonlupt.

## Territorio
L'arcidiocesi comprende il dipartimento francese della Vaucluse.
Sede arcivescovile è la città di Avignone, dove si trova la cattedrale di Notre-Dame des Doms. Nella diocesi vi sono sei chiese ex-cattedrali: Sant'Anna ad Apt, San Zefirino a Carpentras, Santa Maria a Cavaillon, Santa Maria ad Orange, e San Quinidio e Santa Maria di Nazareth a Vaison-la-Romaine. Nella città episcopale si trova anche la basilica minore di San Pietro.
Il territorio si estende su 3.520 km² ed è suddiviso in 173 parrocchie, raggruppate in 8 decanati: Apt, Avignone, Grande Avignone, Carpentras, Cavaillon-L'Isle-sur-la-Sorgue, Orange-Bollène, Pertuis e Vaison-la-Romaine-Valréas.

## Storia
La tradizione attribuisce la diffusione del cristianesimo ad Avignone a san Rufo, che sarebbe stato figlio di Simone di Cirene, colui che aiutò Gesù a portare la croce sul Golgota, e che venne inviato in Gallia da san Paolo, di cui era un discepolo.
Incerta è l'origine della diocesi, attestata con certezza nel V secolo. Papa Leone I nel 450 assegnò Avignone alla provincia ecclesiastica dell'arcidiocesi di Arles, sottraendola a quella di Vienne. Primo vescovo documentato è Nettario, che prese parte al concilio di Riez del 439. Nella seconda metà del VII secolo è posto dalla tradizione l'episcopato di sant'Agricola, patrono di Avignone.
Dal VII al IX secolo la diocesi visse un periodo di declino a causa dell'occupazione saracena, che terminò con il dominio dei re di Provenza, che favorirono la nascita di capitoli e monasteri.
Già sulla fine dell'XI secolo era una sede di primaria importanza, tanto che papa Urbano II la visitò per due volte. Nel secolo successivo seguirono la visite dei papi Gelasio II e Innocenzo II e ancora nel 1251 quella di papa Innocenzo IV. Il XII secolo è dominata dalla figura del grande vescovo Geoffroy I, organizzatore della città e del comune di Avignone, che ottenne nel 1155 da papa Adriano IV e nel 1157 dall'imperatore Federico I la conferma dei vasti possedimenti della sua Chiesa.
Nel XIII secolo la diocesi vide la diffusione dell'eresia degli Albigesi ed un valido oppositore nella persona del vescovo, di origini bolognesi, Zoen Tencarari, che sostenne in particolare gli ordini religiosi mendicanti stabilitisi in diocesi.
Il XIV secolo si iniziò con la fondazione dell'università da parte del vescovo Bertrand d'Aimini, sotto il cui episcopato i papi stabilirono la propria residenza ad Avignone, dal 1309 al 1376 (cfr. Cattività avignonese). Mentre per questo motivo la città diveniva celebre, la diocesi di Avignone venne spesso affidata al governo di vicari generali che l'amministravano in nome dei pontefici, che ritenevano per sé il titolo vescovile.
Il 21 dicembre 1475 fu elevata al rango di arcidiocesi metropolitana, con suffraganee le diocesi di Carpentras, di Cavaillon e di Vaison.
All'inizio del XVI secolo la diocesi adottò il rito romano. Il secolo fu poi travagliato dalle violenze che accompagnarono la Riforma protestante. Nonostante il massacro di valdesi presso il Massiccio del Luberon del 1545, il vescovo di Apt passò al protestantesimo e il principe di Nassau giunse a proibire il culto cattolico nel principato d'Orange. Avignone invece vinse l'eresia e l'arcivescovo François-Marie Taruzio attese con zelo all'applicazione dei canoni del concilio di Trento.
Il periodo della Controriforma vide l'introduzione nella diocesi di nuovi ordini religiosi: gesuiti, oratoriani, carmelitani scalzi, visitandine e orsoline. Anche grazie a questi religiosi il giansenismo non ebbe buon gioco e non si affermò nell'arcidiocesi. A cavallo tra il XVII e il XVIII secolo ben tre nuovi seminari vengono istituiti ad Avignone, in generosa ottemperanza alle disposizioni tridentine.
Nel Settecento, l'arcidiocesi comprendeva oltre 50 parrocchie, di cui 13 al di là del Rodano in Linguadoca, 25 oltre la Durance in Provenza, 7 nella città di Avignone e il resto nel Contado Venassino.
In epoca rivoluzionaria impose un vicario capitolare in sostituzione dell'arcivescovo Giovanni Carlo Vincenzo Giovio, tanto che papa Pio VI protestò con l'enciclica Adeo Nota del 23 aprile 1791. Tuttavia la Costituzione civile del clero non attecchì e i preti che giurarono fedeltà ad essa furono una sparuta minoranza, mentre la grande maggioranza, nonostante il pericolo, continuò ad esercitare segretamente il ministero sacerdotale. Quattro preti di Avignone furono giustiziati a Parigi nel 1792 e trentadue religiose furono ghigliottinate ad Orange nel 1794. Saranno beatificati da papa Pio XI.
In seguito al concordato con la bolla Qui Christi Domini di papa Pio VII del 29 novembre 1801, l'arcidiocesi si ampliò incorporando il territorio di numerose diocesi soppresse: Alès (in parte), Apt (in gran parte), Carpentras, Cavaillon, Nîmes, Orange, Saint-Paul-Trois-Châteaux (in parte), Sisteron (in piccola parte), Uzès e Vaison. Inoltre, incorporò alcune parrocchie che prima appartenevano alla diocesi di Gap. Tuttavia, perse contestualmente il rango di arcidiocesi e divenne suffraganea dell'arcidiocesi di Aix. Il nuovo territorio diocesano comprendeva i due dipartimenti della Vaucluse e del Gard.
Nel giugno 1817 fra Santa Sede e governo francese fu stipulato un nuovo concordato, cui fece seguito il 27 luglio la bolla Commissa divinitus, con la quale il papa restaurava la sede metropolitana di Avignone, con Orange come unica diocesi suffraganea. Tuttavia, poiché il concordato non entrò in vigore in quanto non ratificato dal Parlamento di Parigi, queste decisioni non ebbero effetto.
Il 6 ottobre 1822 con la bolla Paternae caritatis del medesimo papa Pio VII fu ristabilita la diocesi di Nîmes, ricavandone il territorio dalla diocesi di Avignone, e contestualmente quest'ultima fu di nuovo elevata al rango di arcidiocesi metropolitana, con suffraganee le diocesi di Valence, di Viviers, di Nîmes e di Montpellier.
L'8 dicembre 2002, con la riorganizzazione delle circoscrizioni diocesane francesi, Avignone ha perso il rango di sede metropolitana, pur mantenendo il titolo arcivescovile, ed è entrata a far parte della provincia ecclesiastica di Marsiglia.

## Cronotassi dei vescovi
Si omettono i periodi di sede vacante non superiori ai 2 anni o non storicamente accertati.
La cronotassi dei vescovi avignonesi dei primi secoli è fortemente condizionata dalla scoperta di un manoscritto, attribuito a Jean Savaron e anteriore al XVI secolo, fatta dal certosino Polycarpe de la Rivière, abate di Bompas, e pubblicato agli inizi del XVII secolo, manoscritto che nessun altro storico in seguito ha mai più potuto consultare perché introvabile. Ciò ha suscitato il forte sospetto che il manoscritto di Savaron possa essere un falso e che i 25 vescovi che questo menziona prima di Saturnino siano tutti spuri.
La presente cronotassi riporta solo i vescovi documentati storicamente.
- Nettario † (prima del 439 - dopo il 451)
- Saturnino † (menzionato nel 465)
- Giuliano † (menzionato nel 506)[5]
- Salutare † (menzionato nel 517)
- Eucherio? †[6]
- Antonino † (prima del 541 - dopo il 554)[7]
- Giovanni † (menzionato nel 585)
- Valente † (menzionato nel 586)[8]
- San Massimo † (menzionato nel 618)[9]
- San Magno †
- Sant'Agricola † (circa fine VII secolo)
- San Veredemio †[10]
- Umberto ? † (menzionato nel 795)[11]
- Ragenuzio † (menzionato nell'855)[12]
- Ilduino † (prima dell'860 - dopo l'876)
- Ratfredo † (menzionato nell'878 - dopo l'879)
- Remigio † (prima del 907 - dopo il 910)
- Fulcherio † (prima del 913 - dopo il 916)
- Landerico † (prima del 968 - dopo il 971)
- Guarnerio † (prima del 979 - dopo il 982)
- Rostaing I † (prima del 1002)
- Pierre I † (menzionato nel 1002)
- Heldebert † (prima del 1006 - 1033)
- Senioret † (1033 - 1036)
- Benoît I † (1037 - dopo il 1047)
- Rostaing II † (prima del 1050 - dopo il 1073)
  - Gibelin di Arles † (menzionato nel 1094) (amministratore apostolico)
- Albert † (1095 - dopo il 1120)
- Laugier † (prima del 1124 - 1142)
- Geoffroy I † (1143 - dopo il 1168)
- Raymond I † (1173 - 1174)
- Geoffroy II † (1173 - 1177)
- Pons † (1178 - 1180)
- Rostaing III de Marguerite † (1180 - 1197)
- Rostaing IV † (1197 - 1209 deceduto)
- Guillaume I de Montelier † (1209 - 18 novembre circa 1216 deceduto)
  - Sede vacante
- Pierre II † (menzionato nel 1225)
- Nicolas de Corbie, O.S.B. † (prima del 1226 - dopo il 1230)
- Bernard I † (menzionato nel 1233)
- Benoît II † (menzionato nel 1238)
- Zoen Tencarari † (1242 - 5 novembre 1261 deceduto)
- Bertrand de Saint-Martin † (5 marzo 1264 - 11 ottobre 1266 nominato arcivescovo di Arles)
- Robert d'Uzès † (27 luglio 1267 - circa 1287 deceduto)
- Benoît III † (menzionato nel 1288)
- Rimbaud, O.P. † (28 gennaio 1289 - 1289/1290 dimesso)
- André de Languiscel † (15 marzo 1290 - dopo il 1294)
- Bertrand III Aymini † (1300 - 18 marzo 1310 nominato vescovo di Fréjus)
- Jacques Arnaud Duèze † (18 marzo 1310 - 23 dicembre 1312 dimesso, successivamente eletto papa con il nome di Giovanni XXII)
- Giacomo de Via † (20 febbraio 1313 - 13 giugno 1317 deceduto)
- Papa Giovanni XXII † (1317 - 4 dicembre 1334 deceduto)
- Jean II de Cojordan † (10 maggio 1336 - 23 gennaio 1349 nominato vescovo di Mirepoix)
- Papa Clemente VI † (1349 - 6 dicembre 1352 deceduto)
- Papa Innocenzo VI † (18 dicembre 1352 - 12 settembre 1362 deceduto)
- Anglic de Grimoard, C.R.S.A. † (12 dicembre 1362 - 18 settembre 1366 dimesso)
- Papa Urbano V † (1366 - 1367)
- Philippe de Cabassole † (1367 - 1368)
- Pierre d'Aigrefeuille † (11 ottobre 1368 - 16 giugno 1371 deceduto)
- Faydit d'Aigrefeuille, O.S.B. † (18 luglio 1371 - 23 dicembre 1383 dimesso)
  - François de Conzié † (24 dicembre 1383 - ?) (amministratore apostolico)
  - Simon de Cramaud † (17 marzo 1391 - 19 settembre 1391 nominato amministratore apostolico di Carcassonne) (amministratore apostolico)
- Gilles de Bellemère † (19 agosto 1392 - 1407 deceduto)
  - Pierre de Tourroye † (16 settembre 1409 - 9 dicembre 1410 deceduto) (amministratore apostolico)
- Guy de Roussillon-Bouchage, O.S.B. † (23 marzo 1411 - prima del 20 aprile 1429)
- Marco Condulmer † (9 gennaio 1432 - 4 novembre 1433 nominato arcivescovo di Tarantasia)
  - Louis de la Palud, O.S.B. (4 novembre 1433 - 1435 ?) (vescovo eletto)
- Alain de Coëtivy † (30 ottobre 1437 - 3 maggio 1474 deceduto)
- Giuliano della Rovere † (23 maggio 1474 - 1º novembre 1503 eletto papa con il nome di Giulio II)
  - Georges d'Amboise † (4 novembre 1503 - 1503 dimesso) (amministratore apostolico)
- Antoine Florès † (4 dicembre 1503 - 1512)
- Orlando della Rovere-del Carretto  † (12 agosto 1512 - ?)
- Ippolito de' Medici † (1527 o 10 gennaio 1529 - 10 o 13 agosto 1535 deceduto)
  - Alessandro Farnese † (13 agosto 1535 - 15 giugno 1551 dimesso) (amministratore apostolico)
- Annibale Bozzuti † (15 giugno 1551 - 1560 dimesso)
  - Alessandro Farnese † (1560 - 1566 dimesso) (amministratore apostolico per la seconda volta)
- Feliciano Capitone, O.S.M. † (3 aprile 1566 - 1576 deceduto)
  - Georges d'Armagnac † (6 gennaio 1577 - 8 giugno 1584 nominato arcivescovo di Tolosa) (amministratore apostolico)
- Domenico Grimaldi † (8 giugno 1584 - 2 agosto 1592 deceduto)
- Francesco Maria Tarugi, C.O. † (9 dicembre 1592 - 15 settembre 1597 nominato arcivescovo di Siena)
- Giovanni Francesco Bordini, C.O. † (11 marzo 1598 - gennaio 1609 deceduto)
- Etienne Dulci, O.P. † (6 aprile 1609 - 23 giugno 1624 deceduto)
- Mario Filonardi † (16 settembre 1624 - 19 agosto 1644 deceduto)
- Bernardo Pinelli, C.R. † (19 dicembre 1644 - 18 gennaio 1646 deceduto)
- Cesare Argelli † (6 maggio 1647 - 30 luglio 1648 deceduto)
- Domenico de Marini, O.P. † (1º marzo 1649 - 20 giugno 1669 deceduto)
- Azzo Ariosto † (9 settembre 1669 - 17 novembre 1672 deceduto)
- Giacinto Libelli, O.P. † (30 gennaio 1673 - 23 ottobre 1684 deceduto)
- Alessandro Montecatini, O.Carth. † (13 maggio 1686 - 6 ottobre 1689 deceduto)
- Lorenzo Maria Fieschi † (10 luglio 1690 - 18 maggio 1705 nominato arcivescovo di Genova)
- Francesco Maurizio Gonteri † (7 settembre 1705 - maggio 1742 deceduto)
- Joseph Guyon de Crochans † (30 luglio 1742 - 22 settembre 1756 deceduto)
- Francesco Maria Manzi † (28 marzo 1757 - 6 novembre 1774 deceduto)
- Giovanni Carlo Vincenzo Giovio † (11 settembre 1775 - 11 ottobre 1793 deceduto)
  - Sede vacante (1793-1802)[13]
- Jean-François Périer † (30 aprile 1802 - 27 settembre 1817 dimesso)
  - Sede vacante (1817-1821)
- Étienne Parfait Martin Maurel de Mons † (24 settembre 1821 - 6 ottobre 1830 deceduto)
- Louis Joseph d'Humières † (24 febbraio 1832 - 21 settembre 1834 deceduto)
- Jacques-Marie-Antoine-Célestin du Pont † (24 luglio 1835 - 24 gennaio 1842 nominato arcivescovo di Bourges)
- Paul Naudo † (22 luglio 1842 - 23 aprile 1848 deceduto)
- Jean-Marie-Mathias Debelay † (11 dicembre 1848 - 27 settembre 1863 deceduto)
- Louis-Anne Dubreil † (21 dicembre 1863 - 13 gennaio 1880 deceduto)
- François-Edouard Hasley † (27 febbraio 1880 - 27 marzo 1885 nominato arcivescovo di Cambrai)
- Louis-Joseph-Marie-Ange Vigne † (27 marzo 1885 - 9 novembre 1895 deceduto)
- Louis-François Sueur † (25 giugno 1896 - 12 settembre 1907 dimesso[14])
- Gaspard-Marie-Michel-André Latty † (15 ottobre 1907 - 3 ottobre 1928 deceduto)
- Gabriel-Roch de Llobet † (3 ottobre 1928 succeduto - 22 aprile 1957 deceduto)
- Joseph-Martin Urtasun † (22 aprile 1957 succeduto - 25 giugno 1970 ritirato[15])
- Eugène-Jean-Marie Polge † (25 giugno 1970 succeduto - 25 aprile 1978 dimesso)
- Raymond Joseph Louis Bouchex † (25 aprile 1978 - 21 giugno 2002 ritirato)
- Jean-Pierre Marie Cattenoz, Ist. N.S. della Vita (21 giugno 2002 - 11 gennaio 2021 ritirato)[16]
- François Fonlupt, dall'11 giugno 2021

## Statistiche
L'arcidiocesi nel 2022 su una popolazione di 561.469 persone contava 450.000 battezzati, corrispondenti all'80,1% del totale.
| anno | popolazione | popolazione | popolazione | presbiteri | presbiteri | presbiteri | presbiteri                | diaconi | religiosi | religiosi | parrocchie |
| anno | battezzati  | totale      | %           | numero     | secolari   | regolari   | battezzati per presbitero | diaconi | uomini    | donne     | parrocchie |
| ---- | ----------- | ----------- | ----------- | ---------- | ---------- | ---------- | ------------------------- | ------- | --------- | --------- | ---------- |
| 1950 | 200.000     | 249.838     | 80,1        | 209        | 159        | 50         | 956                       |         | 45        | 700       | 176        |
| 1959 | 262.000     | 268.318     | 97,6        | 221        | 179        | 42         | 1.185                     |         | 56        | 650       | 176        |
| 1970 | 340.000     | 353.966     | 96,1        | 231        | 174        | 57         | 1.471                     |         | 76        | 484       | 175        |
| 1980 | 334.000     | 395.400     | 84,5        | 227        | 176        | 51         | 1.471                     | 1       | 79        | 492       | 175        |
| 1990 | 406.000     | 463.700     | 87,6        | 241        | 148        | 93         | 1.684                     | 7       | 151       | 349       | 178        |
| 1999 | 350.000     | 475.819     | 73,6        | 172        | 125        | 47         | 2.034                     | 17      | 90        | 300       | 178        |
| 2000 | 350.000     | 500.138     | 70,0        | 166        | 122        | 44         | 2.108                     | 19      | 86        | 278       | 178        |
| 2001 | 350.000     | 498.523     | 70,2        | 162        | 120        | 42         | 2.160                     | 19      | 79        | 270       | 178        |
| 2002 | 350.000     | 498.523     | 70,2        | 164        | 122        | 42         | 2.134                     | 19      | 78        | 257       | 178        |
| 2003 | 350.000     | 498.523     | 70,2        | 164        | 122        | 42         | 2.134                     | 20      | 84        | 249       | 178        |
| 2004 | 350.000     | 498.523     | 70,2        | 182        | 120        | 62         | 1.923                     | 18      | 105       | 237       | 178        |
| 2006 | 350.500     | 500.000     | 70,1        | 186        | 124        | 62         | 1.884                     | 24      | 103       | 229       | 178        |
| 2012 | 405.100     | 554.000     | 73,1        | 186        | 123        | 63         | 2.177                     | 27      | 97        | 174       | 179        |
| 2015 | 448.000     | 558.861     | 80,2        | 145        | 100        | 45         | 3.089                     | 28      | 80        | 181       | 176        |
| 2018 | 446.850     | 557.548     | 80,1        | 135        | 102        | 33         | 3.310                     | 25      | 83        | 131       | 178        |
| 2020 | 448.400     | 559.479     | 80,1        | 130        | 99         | 31         | 3.449                     | 25      | 85        | 138       | 169        |
| 2022 | 450.000     | 561.469     | 80,1        | 135        | 88         | 47         | 3.333                     | 22      | 99        | 153       | 173        |